# 風のメロディ (鴉の曲)
「風のメロディ」（かぜのメロディ）は、日本のロックバンド、鴉の2nd シングル。2010年1月13日発売。

## 概要
「夢」から約4ヶ月ぶりの2nd シングル。

## 収録曲
1. 風のメロディ
TBS系「エンプラ」オープニングテーマ。
2. ココニナク
3. 向かい風
毎日放送系「侍チュート!」1月 - 3月度エンディングテーマ。

全作詞・作曲：近野淳一、全編曲：鴉